# Matheus Nunes
Matheus Luiz Nunes (* 27. srpna 1998 Rio de Janeiro) je portugalský profesionální fotbalista, který hraje na pozici středního záložníka za anglický klub Manchester City FC a za portugalský národní tým.

## Klubová kariéra
Nunes je odchovancem portugalského klubu Ericeirense. V roce 2018 se přesunul do portugalského druholigového klubu Estoril Praia. Před svým přestupem do Sportignu v roce 2019 hrál Nunes především za B-tým Estorilu. S lisabonským klubem získal Nunes v ročníku 2020/21 domácí double po výhře v Primeira Lize a Taça da Liga. V roce 2022 se stal rekordní posilou anglického Wolverhamptonu Wanderers. 30. srpna 2023 přestoupil do Manchesteru City za částku ve výši 53 milionů liber.

## Reprezentační kariéra
Nunes se narodil a do svých 12 let žil v Brazílii. Prostřednictvím svého otce však měl možnost reprezentovat i Portugalsko. V roce 2021 debutoval v portugalské reprezentaci.

## Statistiky

### Klubové
K 13. srpnu 2022
| Klub        | Sezóna  | Liga          | Liga   | Liga | Národní pohár | Národní pohár | Ligový pohár | Ligový pohár | Evropské poháry | Evropské poháry | Ostatní | Ostatní | Celkem | Celkem |
| Klub        | Sezóna  | Liga          | Zápasy | Góly | Zápasy        | Góly          | Zápasy       | Góly         | Zápasy          | Góly            | Zápasy  | Góly    | Zápasy | Góly   |
| ----------- | ------- | ------------- | ------ | ---- | ------------- | ------------- | ------------ | ------------ | --------------- | --------------- | ------- | ------- | ------ | ------ |
| Ericeirense | 2015/16 | Lisbon FA     | 8      | 1    | —             | —             | —            | —            | —               | —               | —       | —       | 8      | 1      |
| Ericeirense | 2016/17 | Lisbon FA     | 5      | 1    | —             | —             | —            | —            | —               | —               | —       | —       | 5      | 1      |
| Ericeirense | Celkem  | Celkem        | 13     | 2    | —             | —             | —            | —            | —               | —               | —       | —       | 13     | 2      |
| Estoril     | 2018/19 | LigaPro       | 6      | 0    | 0             | 0             | 2            | 0            | —               | —               | —       | —       | 8      | 0      |
| Sporting CP | 2019/20 | Primeira Liga | 10     | 0    | 0             | 0             | 0            | 0            | —               | —               | —       | —       | 10     | 0      |
| Sporting CP | 2020/21 | Primeira Liga | 31     | 3    | 3             | 0             | 3            | 0            | 2               | 0               | —       | —       | 39     | 3      |
| Sporting CP | 2021/22 | Primeira Liga | 33     | 3    | 6             | 1             | 4            | 0            | 6               | 0               | 1       | 0       | 50     | 4      |
| Sporting CP | 2022/23 | Primeira Liga | 2      | 1    | 0             | 0             | 0            | 0            | 0               | 0               | —       | —       | 2      | 1      |
| Sporting CP | Celkem  | Celkem        | 76     | 7    | 9             | 1             | 7            | 0            | 8               | 0               | 1       | 0       | 101    | 8      |
| Celkem      | Celkem  | Celkem        | 95     | 9    | 9             | 1             | 9            | 0            | 8               | 0               | 1       | 0       | 122    | 10     |

### Reprezentační
K 12. červnu 2022
| Portugalsko | Portugalsko | Portugalsko |
| Rok         | Zápasy      | Góly        |
| ----------- | ----------- | ----------- |
| 2021        | 3           | 0           |
| 2022        | 5           | 1           |
| Celkem      | 8           | 1           |

#### Reprezentační góly
Skóre a výsledky Portugalska jsou vždy zapisovány jako první
| Gól | Datum           | Místo                                 | Soupeř  | Skóre | Výsledek | Soutěž                                |
| --- | --------------- | ------------------------------------- | ------- | ----- | -------- | ------------------------------------- |
| 1.  | 24. března 2022 | Estádio do Dragão, Porto, Portugalsko | Turecko | 3:1   | 3:1      | Kvalifikace na Mistrovství světa 2022 |

## Ocenění

### Klubová

#### Sporting CP
- Primeira Liga: 2020/21[14]
- Taça da Liga: 2020/21,[15] 2021/22[16]
- Supertaça Cândido de Oliveira: 2021[17]

### Individuální
- Záložník měsíce Primeira Ligy: říjen/listopad 2021[18]
- Jedenáctka sezóny Primeira Ligy: 2021/22[19]